# Рокиці (Серпецький повіт)
Рокиці (пол. Rokicie) — село в Польщі, у гміні Мохово Серпецького повіту Мазовецького воєводства.
Населення — 171 особа (2011).
У 1975—1998 роках село належало до Плоцького воєводства.

## Демографія
Демографічна структура станом на 31 березня 2011 року:
|          | Загалом | Допрацездатний вік | Працездатний вік | Постпрацездатний вік |
| -------- | ------- | ------------------ | ---------------- | -------------------- |
| Чоловіки | 83      | 17                 | 60               | 6                    |
| Жінки    | 88      | 22                 | 53               | 13                   |
| Разом    | 171     | 39                 | 113              | 19                   |